# Bruno Fonseca
Pour les articles homonymes, voir Fonseca.
Bruno Fonseca, né en 1958 à New York et mort le 31 mai 1994 à East Hampton aux États-Unis, est un peintre et sculpteur américain associé au mouvement abstrait avant de s'orienter vers la peinture figurative.

## Biographie
Bruno Fonseca est le fils d'un sculpteur uruguayen, Gonzalo Fonseca, émigré à New York. Enfant, il souffre de problèmes importants de dyslexie et bégaiement, mais développe des dons de dessinateur. Fonseca, après l'échec pour l'obtention de son baccalauréat dans un lycée de Brooklyn, décide de partir en 1976 à dix-huit ans pour Barcelone en Espagne où il vivra jusqu'en 1993.
Là, Bruno Fonseca étudie durant six ans auprès d'Augusto Torres (es), dont le père Joaquín Torres García fut le professeur de son propre père Gonzalo. Bruno Fonseca vit alors dans le quartier chaud de la ville où il fréquente le monde de la nuit. Il développe sa peinture abstraite dans la lignée de Torres-Garcia. Il fait également à cette époque la connaissance de diverses jeunes artistes catalans, dont Miquel Barceló avec lequel il partage un atelier, rue Cotoners et qui l'influencer pour passer de l'abstraction à la peinture figurative. De 1989 à 1993, très marqué par la chute de Nicolae Ceaușescu et son exécution, il réalise son œuvre la plus célèbre, The War Murals.
Malade du Sida, il rentre aux États-Unis en 1993 et épouse l'artiste Anke Blaue. Il meurt l'année suivante auprès de sa famille.